# Joan Comas Camps
Joan Comas Camps   (Alaior, 23 de gener de 1900 - Ciutat de Mèxic, 18 de gener de 1979) fou un pedagog i antropòleg menorquí. La seva cònjuge fou Regina Lago García, pedagoga, psicòloga i científica espanyola exiliada a Mèxic.

## Infància i joventut
Fou fill de Gabriel Comas Ribas, important pedagog mallorquí casat amb la maonesa Rita Camps Mus. Va tenir quatre germanes: Margarida, Anna, Maria i Consepció. Residiren a Alaior fins al 1906, quan la família es traslladà a Palma. L'octubre de 1917 obtingué el títol de Mestre Nacional de Primer Ensenyament a l'escola Normal de Magisteri de Ciutat de Mallorca. Estudià a l'Escola d'Estudis Superiors de Magisteri de Madrid entre 1918 i 1921.
La Junta de Ampliación de Estudios e Investigaciones Científicas el becà en dues ocasions per seguir estudis a l'estranger. La primera vegada, el 1921, anà a França i Bèlgica a estudiar l'organització escolar i el funcionament de la inspecció en aquests països. La segona, de 1928 a 1930, li serví per fer dos anys d'estudis psico-pedagògics i antropològics a l'Institut Jean Jacques Rousseau i a la Facultat de Ciències de la Universitat de Ginebra, on fou alumne de Claparède, Bovet i Piaget, a més de rebre la influència de Pittard, que el decantà cap a l'antropologia.

## Activitat professional (1921-1939)
Obtingut el títol optà per la Inspecció, treballant a Girona (1921-24), Santa Cruz de Tenerife (1924-27) i Lugo (1927-31). La proclamació de la Segona República el trobà exercint com a inspector a Lugo, on havia ingressat al PSOE i havia estat elegit regidor a l'Ajuntament. A les eleccions de l2 d'abril havia estat elegit com a regidor de Lugo pel PSOE, tot i que en fou expulsat poc després. Aleshores era el secretari del Sindicat Nacional de Professors d'Escoles Normals i d'Inspectors, integrat a la FETE. El febrer de 1932 passà a Segòvia com a inspector en cap. El 2 de desembre de 1932 obtingué una plaça d'inspector a Madrid que ocupà fins al gener de 1939.
Fou secretari de redacció de la "Revista de Pedagogía" (1932-36). El 1938 fou secretari general del Ministeri d’Instrucció de la República.

## Obres i traduccions (1921-1939)
L'any 1926 traduí al castellà "La psicología de Adler y el desenvolvimiento del niño" de M. Ganz. Traduí al castellà, el 1929, l'obra d'Alexandre Galí "La mesura objectiva del treball escolar". L'any 1930, amb Margarita Dellembach, traduí "¿Qué es eugenesia?" de Leonard Darwin i publicà "El sistema de Winnetka en la práctica". L'any 1934 publicà, amb Regina Lago -la seva dona- "La práctica de las pruebas mentales y de instrucción" i, el 1935, amb Modesto Medina, "Manual del inspector de Primera Enseñanza". Continuà amb les traduccions i el 1932 publicà "La coeducación de los sexos" d'E. Hugenin; el 1934 "El psicoanalisis y el alma infantil" de C. Baudouin i "La causalidad física en el niño" de Jean Piaget; el 1935 traduí "La ciencia y el carácter" de W. Bowen, "La psicología y la nueva educación" d'E. Claparède i "El juicio moral en el niño" de Jean Piaget; el 1936 "Las primeras manifestaciones de la inteligencia" de P. Janet.
A més, en els anys de la república, publicà "Escuela unificada: laicismo y moral; coeducación" (1932) i "Comedores y colonias escolares" (1935). L'any 1936 publicà "Aportaciones al estudio de la prehistoria de Menorca", estudi bàsic dels monuments megalítics de l’illa fet en els anys 1920 i 1921.

## La Guerra Civil
Un cop esclatada la Guerra Civil, la Direcció General d'Ensenyament Primari li encomanà que organitzàs un orfenat pels fills dels caiguts a la guerra. El maig de 1937 se'l nomenà inspector dels centres escolars i culturals de la República a l'estranger. I més tard fou delegat per a la Infància Evacuada, amb residència a París, junt amb la seva primera dona, Regina Lago García. Fou president, des del gener de 1938, de la Comissió de Coordinació per a l'Assistència a la Infància Evacuada a Catalunya. A partir de l'abril de 1938 passà a exercir d'agregat primer del Ministeri d'Instrucció Pública.

## L'exili
Passà la frontera per Portbou el 9 de febrer de 1939 i ingressà al camp d'Argelers. Pogué passà a Ginebra i fer els cursos de doctorat amb Pittard que acabà el mateix juliol de 1939. Sortí de Rotterdam cap a Nova York amb el New Amsterdam i d'allà passà a Veracruz, on arribà el 16 d'octubre de 1939. A Mèxic, obtingué la nacionalitat el 20 d'agost de 1940. Es dedicà per complet a l'activitat de recerca i docència, amb una escassa participació en les activitats polítiques dels exiliats republicans. El seu mestre a Mèxic fou l'antropòleg i arqueòleg Manuel Gamio, defensor de la perspectiva indigenista. Comas aleshores es tombà de manera decidida cap a l'antropologia física. El juny de 1942 obtingué el títol de doctor en ciències antropològiques per la Universitat de Ginebra i el títol d'antropòleg físic a Mèxic el 1945. Des de 1940 va ser professor de l'Escola Norma de Mestres de Pachuca i des de 1941 fou professor de l'Escola Nacional d'Antropologia i Història de Mèxic 1941-59). Fou col·laborador tècnic de l’Instituto Indigenista Interamericano (1942-48) i professor de la Universidad Nacional Autónoma de Mèxic (des del 1955) on fou cap de la Secció d'Antropologia (1963-1973).

## L'antropòleg
Dirigí (1945-52) el “Boletín Bibliográfico de Antropología Americana”. Fou fundador de la revista "Anales de Antropología" i editor de 2América Indígena" i "Boletín Indigenista". Entre les seves publicacions podem esmentar "Manual de Antropología Física" (1957), traduït a l'anglès el 1960, i "Introducción a la Prehistoria General" (1962), en el marc d'una intensa activitat de publicació de llibrets, opuscles i articles. És autor d’obres de divulgació antropològica basades en una crítica científica dels racismes: "¿Existe una raza judía?" (1941), "Las razas humanas" (1950), "Los mitos raciales" (1955), "La educación ante la discriminación racial" (1958), "Unidad y variedad de la especie humana" (1967). També publicà una biobibliografia (1963) en homenatge a Pere Bosch i Gimpera. La seva obra demostra un interès desbordant per la prehistòria i els aspectes culturals i biològics de Mèxic i Amèrica.

## El reconeixement internacional
Comas fou nomenat doctor honoris causa per la Universitat del Cuzco, al Perú, el 1949, i per la Universitat San Marcos, de Lima, el 1962. Fou catedràtic fundador de l'Escola Nacional d'Antropologia de Mèxic. Fou vicepresident de la Union International des Sciences Anthropologiques (UISAE)(1960-64 i 1964-68) i vicepresident del Comité International pour la Standardisation des Mesures Anthropologiques (1960), president honorari de l'American Association of Physical Anthropologist (1963-64). L'any 1969 s'instituí el Juan Comas Award, premi anual adreçat a estudiants avançats. El 1978 se li concedí el Malinowski Award de la Society for Applied Anthropology. Doctor honoris causa per la Universitat Complutense de Madrid (1977).
A partir de 1963 va poder retornar a l'estat espanyol. El 1978 a Alaior (Menorca) se li feu un homenatge popular i fou declarat fill il·lustre d'Alaior. Morí a Mèxic el 18 de gener de 1979. Les seves cendres reposen a Alaior, on el col·legi públic rebé el nom de Col·legi Públic Inspector Doctor Comas Camps, a l'actualitat Centre Públic d'Educació Infantil i Primària Inspector Doctor Comas Camps.